# Placówka Straży Granicznej I linii „Okoniówek”
Placówka Straży Granicznej I linii „Okoniówek” – jednostka organizacyjna Straży Granicznej pełniąca służbę ochronną na granicy polsko-niemieckiej w okresie międzywojennym.

## Formowanie i zmiany organizacyjne
Rozporządzeniem Prezydenta Rzeczypospolitej Polskiej Ignacego Mościckiego z 22 marca 1928 roku, do ochrony północnej, zachodniej i południowej granicy państwa, a w szczególności do ich ochrony celnej, powoływano z dniem 2 kwietnia 1928 roku  Straż Graniczną.
Rozkazem nr 1 z 12 marca 1928 roku w sprawach organizacji Mazowieckiego Inspektoratu Okręgowego Naczelny Inspektor Straży Celnej gen. bryg. Stefan Pasławski określił strukturę organizacyjną komisariatu SG „Rajgród”. Placówka Straży Granicznej I linii „Okoniówek” znalazła się w jego strukturze.

## Służba graniczna
W 1928 roku placówka ochraniała odcinek granicy państwowej długości około 5 kilometrów. 
Jej prawa granica rozpoczynała się od słupa granicznego nr 173, dalej m. Kordon Podliszkowo, do m. Rajgród (wył.). 
Lewa granica do słupa granicznego nr 171, dalej m. Tworki (wył.), do m. Czarna Wieś (wył.).
Po reorganizacji placówka ochraniała odcinek granicy państwowej długości około 7 kilometrów.
Sąsiednie placówki
- placówka Straży Granicznej I linii „Judziki” ⇔ placówka Straży Granicznej I linii „Skrodzkie” − 1928
- placówka Straży Granicznej I linii „Popowo” ⇔ placówka Straży Granicznej I linii „Skrodzkie” − październik 1929[5]

## Kierownicy/dowódcy placówki
| stopień          | imię i nazwisko      | okres pełnienia służby | kolejne stanowisko |
| ---------------- | -------------------- | ---------------------- | ------------------ |
| przodownik       | Antoni Kopeć         | IX 1928 –              |                    |
| starszy strażnik | Józef Ogiński        |                        |                    |
| strażnik         | Walenty Kochalski    |                        |                    |
| strażnik         | Aleksander Godlewski | był X 1936 – 1939      |                    |